# Max Dauthendey

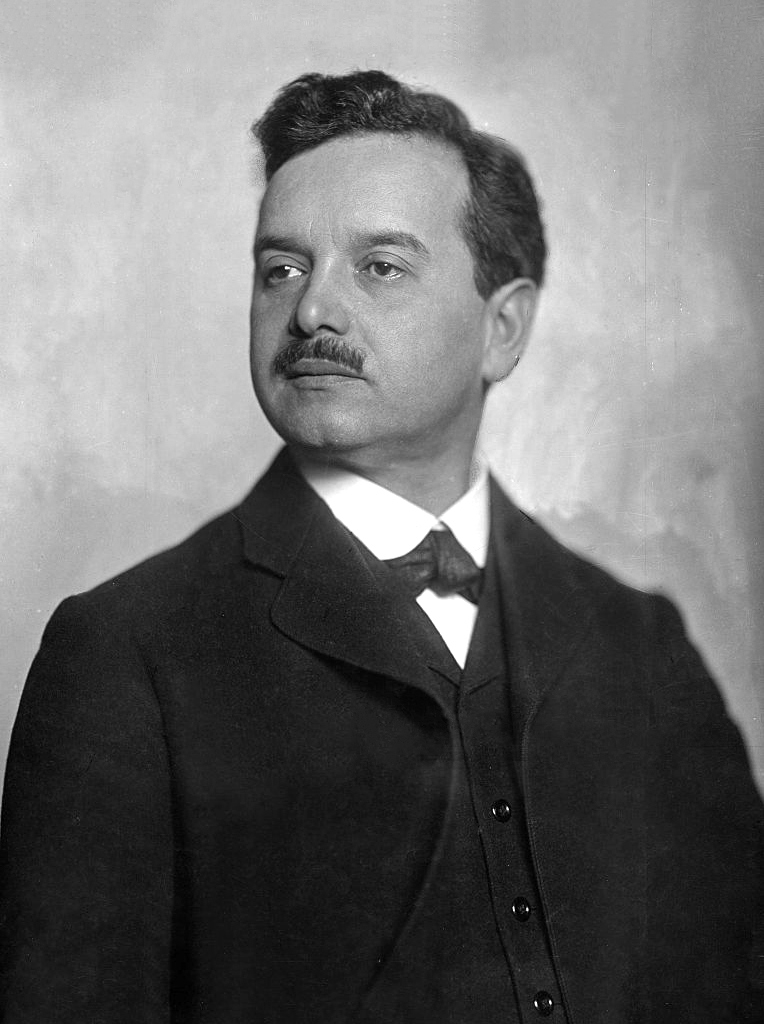
Max Dauthendey fotografiado por Nicola Perscheid ca. 1910.

Max Dauthendey (Würzburg, Alemania, 25 de julio de 1867 – Malang, Indonesia, 29 de agosto de 1918) fue un escritor y pintor alemán, vinculado en ambas facetas al movimiento impresionista.
Junto con Richard Dehmel y Eduard von Keyserling, es considerado uno de los más influyentes autores del periodo.
Dauthendey estaba en la isla de Java cuando estalló la Primera Guerra Mundial y fallaron todos los intentos de conseguirle un pasaje seguro para volver a Alemania.
La casa donde nació Dauthendey y vivió su familia hasta 1876, fue destruida en el bombardeo de Würzburg durante la Segunda Guerra Mundial.